# Dracula Rising
Dracula Rising (titulada: Drácula, el renacer en España, Drácula naciente en México y Drácula: Pasión inmortal en Uruguay) es una película estadounidense de romance y terror de 1993, dirigida por Fred Gallo, escrita por Rodman Flender y Daniella Purcell, musicalizada por Ed Tomney, en la fotografía estuvo Ivan Varimezov y los protagonistas son Christopher Atkins, Stacey Travis y Doug Wert, entre otros. El filme fue producido por New Horizons Picture y se estrenó el 24 de marzo de 1993.

## Sinopsis
Theresa Jenning, una bella historiadora de arte, se dirige a Transilvania para restaurar una pintura antigua que se encuentra en un monasterio abandonado. En ese lugar conoce a Alec y se topa con el enigmático y sombrío Vlad, que ya conocía de una fiesta en Nueva York. Ambos sienten una atracción recíproca, pero por algún extraño motivo, Vlad la elude.